# Scopula imbella
Scopula imbella là một loài bướm đêm trong họ Geometridae.